# LH41-1042
LH41-1042 — звезда Вольфа — Райе в Большом Магеллановом Облаке. Крайне редкий представитель кислородной последовательности звёзд Вольфа — Райе, вторая из открытых в БМО звёзд такого типа и третья из обнаруженных вообще.
Звезда была открыта в 2012 году в рамках исследования звёздной ассоциации LH41, также известной как NGC 1910, с использованием одного из 6,5-метровых Магеллановых телескопов обсерватории Лас-Кампанас в Чили.
LH 41-1042 расположена в  LH-41 (NGC 1910), звёздной ассоциации, содержащей две яркие голубые переменные S Золотой Рыбы и R85, звезду WN5 BAT99-27, а также другую WO-звезду LMC195-1. Две звезды класса WO разделены угловым расстоянием 9". Звёзды класса WO характеризуются излучением OVI на длинах волн 381,1-383,4 нм, которое у других звёзд Вольфа — Райе слабое или отсутствует. Подкласс WO4 характеризуется отношением мощности излучения OVI к OV от 0,5 до 1,8.  У открытой звезды это отношение равно 0,7.
Высокая температура и светимость LH 41-1042 приводят к возникновению мощного звёздного ветра, движущегося со скоростью около 3500 км/с, при этом звезда теряет массу с темпом в миллиард раз большим, чем Солнце. Предполагается, что звезда исчерпала запас гелия в ядре и примерно через 9 тысяч лет она вспыхнет как сверхновая типа Ic.